# Tankersley
Tankersley – wieś i civil parish w Anglii, w South Yorkshire, w dystrykcie Barnsley. W 2011 civil parish liczyła 1671 mieszkańców. Tankersley jest wspomniana w Domesday Book (1086) jako Tancreslei/Tancresleia.